# 季季夫齊
50°35′10″N 32°28′48″E / 50.58611°N 32.48000°E
季季夫齊（烏克蘭語：Дідівці），是烏克蘭的村落，位於該國北部切爾尼戈夫州，由普里盧基區負責管轄，始建於1629年，面積0.94平方公里，海拔高度140米，2001年人口553，人口密度每平方公里589.6人。